# パイオニア2号
パイオニア2号（Pioneer 2）は、月および地球と月の間の空間観測を目的とした3機のエイブル探査機のうち最後のものである。1958年11月8日7時30分00秒（UTC）の打上げ直後、打上げ機第3ステージが分離したものの点火に失敗し、パイオニア2号は意図された月軌道へ到達することが出来なかった。探査機は、アフリカ北西部の北緯28.7°東経1.9°の位置で大気圏再突入する前に最高高度1,550 kmに達した。短い飛行中に、地球の赤道周りには考えられていたよりも高いエネルギー放射があることや地球の周りの流星塵の密度が宇宙空間よりも大きいことの証拠を示す少量のデータが得られた。

## 探査機設計
パイオニア2号は、パイオニア1号とほぼ同じ構造で、薄い円筒中央部両端に円錐台が接続した形をしている。円筒直径は74 cm、全体の高さは76 cmである。探査機の軸に沿って、底部より11 kgの固体推進ロケットが突き出ていた。
8つの小さな速度調整ロケットが反対側に環状に取付けられ、使用後には投棄出来るようになっていた。また磁気ダイポールアンテナも同じ場所に取付けられた。殻は、薄板状プラスチック製であった。バーニアが分離された後、ロケット点火前の合計質量は39.5 kgであった。
科学機器質量は15.6 kgであり、STLテレビシステム（パイオニア1号のNOTS赤外線テレビシステムの代替）・放射比例計数機・電離箱・流星塵を検出する振動板/マイクロフォン、5 μガウスまでの磁場を測定する磁気センサ、探査機内部の状態を記録する温度変化レジスタ等があった。ロケット点火用にはニッケル・カドミウム電池、テレビシステム用には酸化銀電池、残りの回路には水銀電池が用いられた。
電波伝送は、108.06 MHz帯で、テレビシステム用には磁気ダイポールアンテナが用いられた。地上の管制は、115 MHzで受信した。探査機は、1.8 rpsのスピン安定性を有し、スピン方向はおおよそ軌道の地磁気面に垂直の方向とされた。